# Heidschnucke

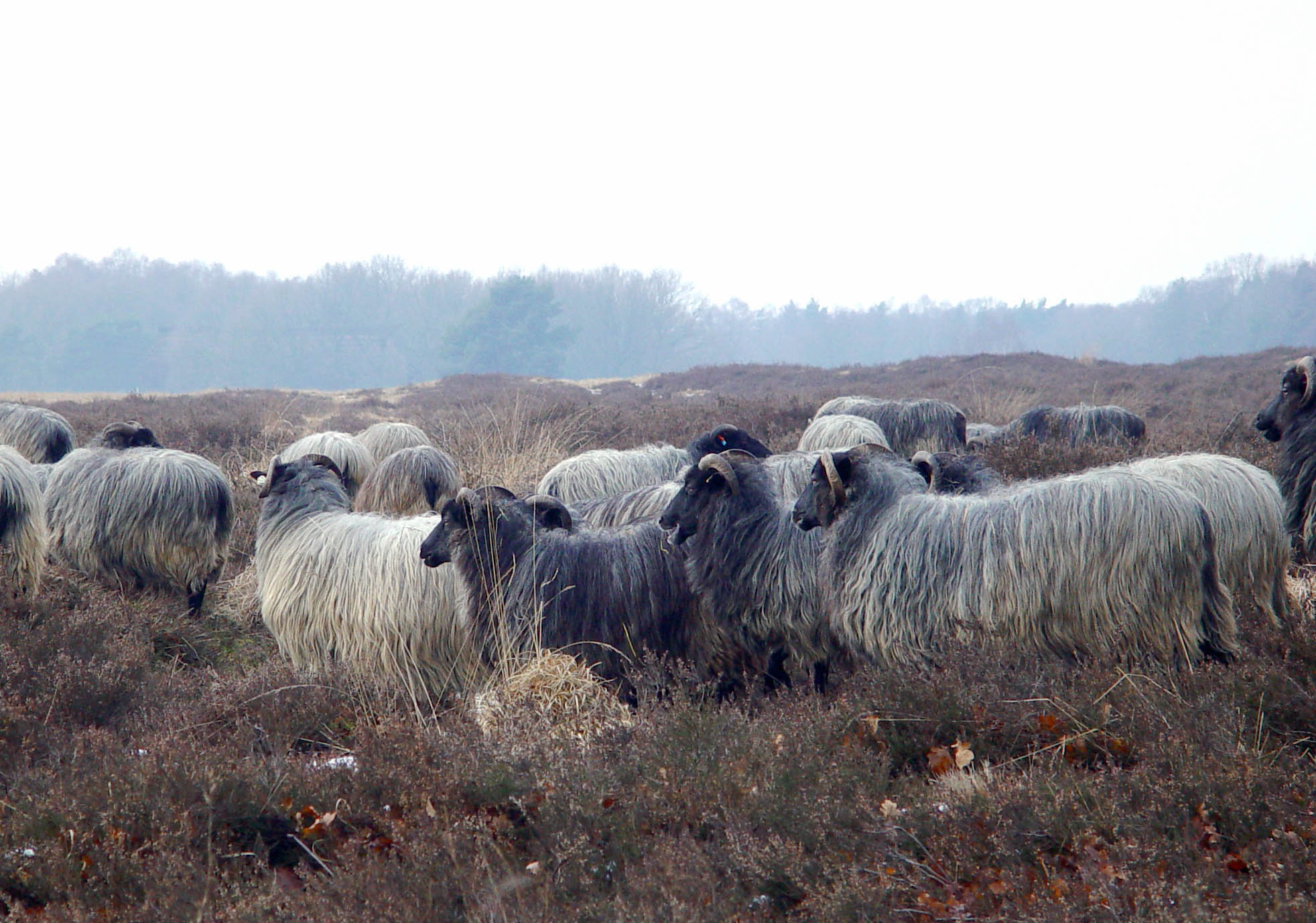
Een Heidschnuckenkudde op de heide bij Schneverdingen

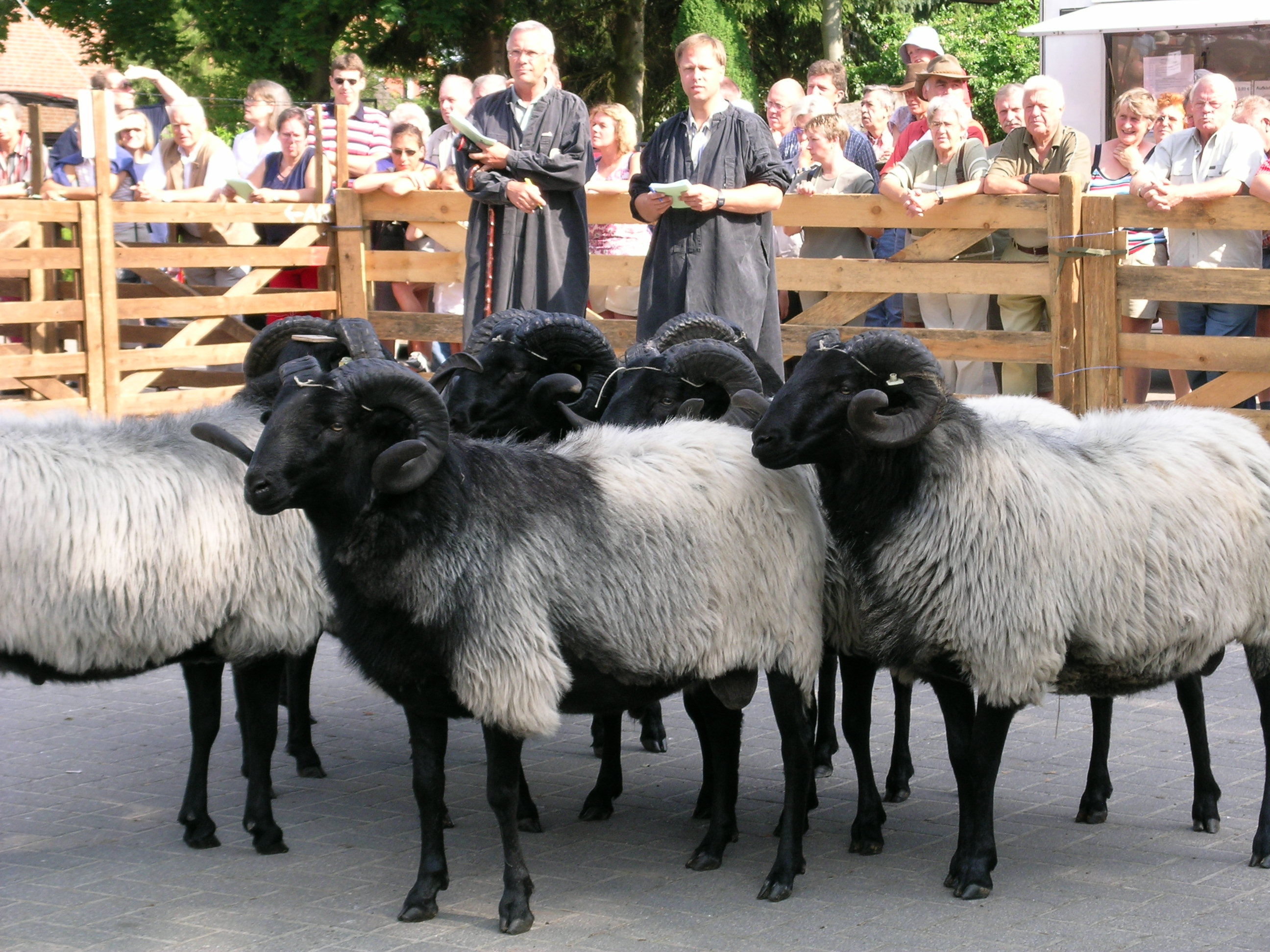
Keuring Heidschnucken-rammen te Müden (juli 2005)

De Heidschnucke is een Duits schapenras.
Heidschnucken zijn kortstaartige Noord-Europese schapen. 
In Duitsland onderscheidt men drie subrassen:  grijs gehoornd, wit hoornloos en wit gehoornd.  De lammetjes zijn in hun eerste levensjaar meestal zwart. Zowel de ram als de ooi hebben van nature hoorns. Jonge ooien kunnen na 18 maanden gedekt worden. 
Dit schapenras is historisch sterk verbonden met de Lüneburger Heide, daar dit gebied al eeuwenlang met schapen van dit ras wordt beweid.
Van Heidschnucken wordt het vlees (dat een wildsmaak heeft) in Duitsland veel gegeten. De herkomstaanduiding op het vlees valt onder Europees beschermingsrecht op het gebied van oorsprongsbenaming, evenals bijv. de aanduiding Goudse kaas of Parmaham. 
Het subras wit hoornloos wordt ook wel Moorschnucke genoemd, en is traditioneel verbonden met de heide- en veenstreken van Landkreis Diepholz, Landkreis Rotenburg (Wümme) en Landkreis Nienburg/Weser in Nedersaksen.
De wol is lang en draderig en wordt voornamelijk als grondstof voor wollen tapijten gebruikt.
Jaarlijks vindt op een donderdag in juli in het dorp Müden, gemeente Faßberg, een feestelijke keuring plaats van jonge, voor de fok geschikte Heidschnuckenrammen. De beste dieren vinden dan op een veiling een nieuwe eigenaar.